# オ・イリーショ

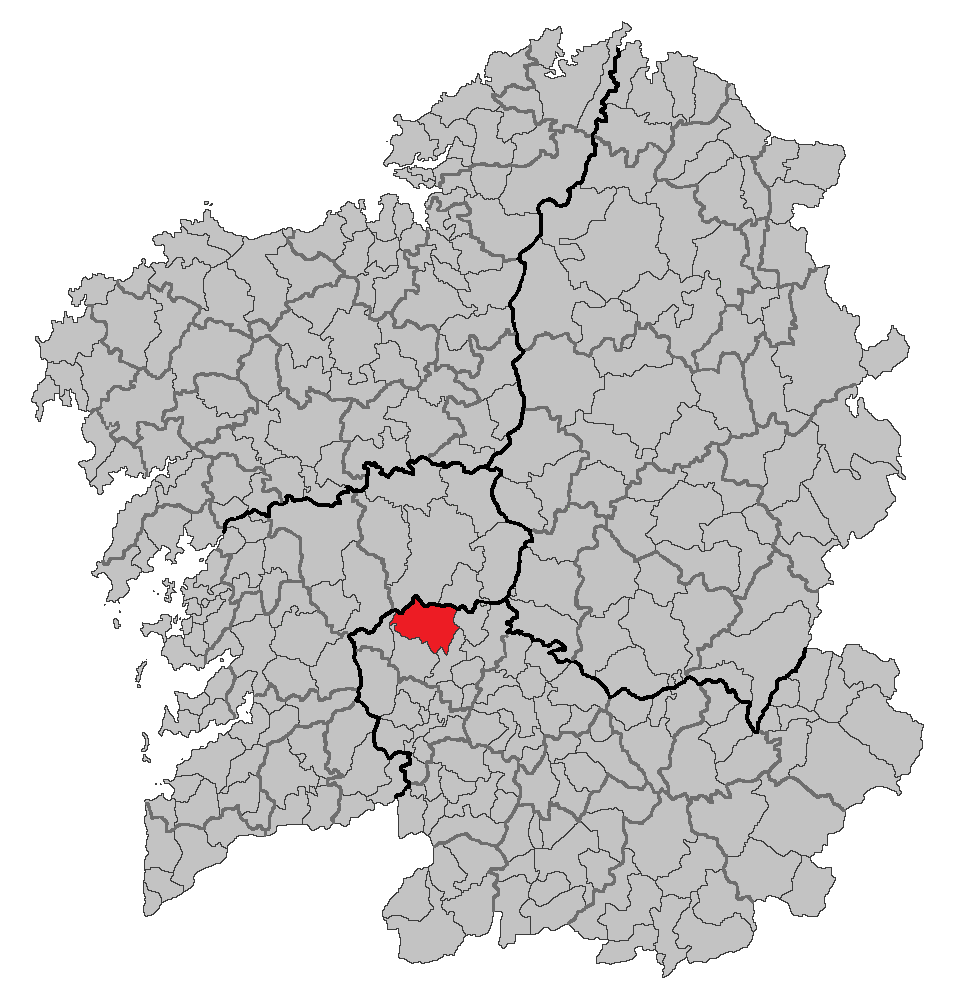

オ・イリーショ（O Irixo）は、スペイン、ガリシア州、オウレンセ県の自治体。コマルカ・ド・カルバジーニョに属する。自治体住民名簿によれば2009年の人口は1,828人（2003年：2,092人）。カスティーリャ語表記は定冠詞なしでIrijo（イリーホ）。住民呼称は規範では認められていないものの男女同形のirixenceが使われる。
ガリシア語話者の自治体人口に占める割合は98.87％（2001年）

## 地理
オ・イリーショはオウレンセ県の北西部に位置し、コマルカ・ド・カルバジーニョに属する。隣接する自治体は、北がラリンとドソン（両自治体ともポンテベドラ県）、東がピニョール、東南がオ・カルバジーニョ、南がボボラス、西がベアリスである

### 人口
| オ・イリーショの人口推移 1900－2010                     |
|                                                         |
| 出典:INE（スペイン国立統計局）1900年 - 1991年、1996年 - |

## 政治
自治体首長はガリシア国民党（PPdeG）のマヌエル・ペネード・パラデーラ（Manuel Penedo Paradela）、自治体評議員は、ガリシア国民党：6、ガリシア社会党（PSdeG-PSOE）：2、ガリシア民族主義ブロック（BNG）：1となっている（2007年の自治体選挙の結果、得票順）。 

## 教区
オ・イリーショは12の教区に分けられている。
- カンポ（サンタ・マリーア）
- カンゲス（サント・エステーボ）
- ア・シダ（サンタ・マリーニャ）
- コルネーダ（サンティアーゴ）
- ダディン（サン・ペドロ）
- エスピニェイラ（サン・ペドロ）
- フロウフェ（サン・ショアン）
- ロウレイロ（サンタ・マリーニャ）
- パラーダ・デ・ラビオーテ（サン・シュリアン）
- レアディゴス（サンタ・バイア）
- オ・レゲイロ（サン・ペドロ）
- サン・コスメーデ・デ・クサンカ（サン・コスメーデ）